# Coggiola
Coggiola ist eine Gemeinde  in der italienischen Provinz Biella (BI), Region Piemont. 

## Lage und Einwohner
Coggiola liegt im Gebirgstal Valle Séssera und ist Teil der Verwaltungsgemeinschaft Comunità montana della Valle Séssera.
Die Gemeinde besteht aus den Ortsteilen Villa Sopra, Villa Sotto, Formantero, Ponte S.Giovanni, Vico, Zuccaro, Castello, Camplin, Viera, Rivò, Biolla, Viera Superiore, Casa Chieti, Piletta und Fervazzo und hat 1632 Einwohner (Stand 31. Dezember 2023) Die Nachbargemeinden sind Ailoche, Caprile, Portula und Pray.
Das Gemeindegebiet umfasst eine Fläche von 23 km².
Auf dem Gemeindegebiet liegen die Wallfahrtskirchen von Cavallero und Moglietti. In der Gemeinde wurde 1911 die Firma Fila gegründet.